# Auenwald-Winkeleule
Die Auenwald-Winkeleule (Mesogona oxalina) ist ein Schmetterling (Nachtfalter) aus der Familie der Eulenfalter (Noctuidae). Das Artepitheton bezieht sich auf Sauerklee (Oxalis), der früher irrtümlich als Nahrung der Raupe angesehen wurde.

## Merkmale

### Falter
Die Falter erreichen eine Flügelspannweite von 40 bis 44 Millimetern. Die Grundfärbung der Vorderflügeloberseite variiert von gelbgrau über rötlich braun bis zu violett grau. Die schmal gelblich angelegten inneren und äußeren Querlinien verlaufen schräg vom Vorder- bis zum Innenrand, den sie stark aneinander angenähert erreichen. Ring- und Nierenmakel sind hell umrandet und oft undeutlich. Zuweilen ist die Ringmakel verdunkelt. Die Wellenlinie ist in schwarze Punkte aufgelöst. Die zeichnungslose Hinterflügeloberseite ist graubraun gefärbt und mit ebenfalls graubraunen Fransen versehen.

### Raupe
Ausgewachsene Raupen haben eine hellbraune bis rotbraune Grundfarbe, von der sich undeutliche weißliche Rücken- und Nebenrückenlinien sowie sehr kleine weiße Punktwarzen abheben. Außerdem zeigen sie einen breiten weißlichen Seitenstreifen. Die Stigmen sind schwarz.

### Ähnliche Arten
Bei der Eichenwald-Winkeleule (Mesogona acetosellae) sind die Fransen der Hinterflügel rotbraun gefärbt, außerdem nähern sich die inneren und äußeren Querlinien am Innenrand der Vorderflügeloberseite weniger stark an als bei der Auenwald-Winkeleule.

## Verbreitung und Lebensraum
Die Auenwald-Winkeleule ist in Mitteleuropa lokal verbreitet. Das östlichste Vorkommen reicht bis zum Ural. In Deutschland kommt die Art nur lückenhaft vor. Sie besiedelt bevorzugt Auen, Flussniederungen, Randgebiete von Teichen und Seen sowie Parklandschaften. Im Gebirge wurde sie noch in einer Höhe von 2000 Metern angetroffen.

## Lebensweise
Die Falter sind nachtaktiv und leben in einer Generation, die schwerpunktmäßig in den Monaten August und September fliegt. Sie besuchen künstliche Lichtquellen und Köder. Die Raupen ernähren sich von den Blättern von Laubbäumen und Büschen, dazu zählen Weiden (Salix), Pappeln (Populus) und Erlen (Alnus). Die Art überwintert im Eistadium, zuweilen auch als kleine Raupe.